# جون میزوتانی
جون میزوتانی (انگلیسی: Jun Mizutani؛ زادهٔ ۹ ژوئن ۱۹۸۹) یک بازیکن تنیس روی میز اهل ژاپن است.
وی در مسابقات کشوری و بین‌المللی در مجموع برنده ۴ مدال نقره، ۷ مدال برنز شده‌است.